# Шабалинські склади
Шабалинські склади (крим. Şabalın skladı) — район на південь від центра міста Севастополя, у Ленінському районі.

## Опис
Основна вулиця — Шабаліна.